# Bercial de Zapardiel
Bercial de Zapardiel è un comune spagnolo di 291 abitanti situato nella comunità autonoma di Castiglia e León.